# Günter Marx (Chemiker, 1938)
Günter Marx (* 23. November 1938 in Kranichfeld; † 27. Oktober 2017 ebenda) war ein deutscher Physikochemiker.

## Leben
Günter Marx wurde in Kranichfeld geboren und studierte von 1956 bis 1962 an der Friedrich-Schiller-Universität Jena Chemie. Anschließend war er bis 1968 als Assistent beim Institut für Physikalische Chemie der Universität tätig, ehe er über Spektroskopische  Untersuchungen an σ-Chrom-Kohlenstoff-Verbindungen und an Tetrahydrofuranaten  von Chrom, Vanadin und Titan promovierte. Bis zu seiner Habilitation mit einem Beitrag zur Verbesserung der  Aussagemöglichkeiten von Chemisorptionsuntersuchungen unter besonderer Berücksichtigung der Infrarotspektroskopie am Beispiel von SiO2- und Nickel/SiO2-Adsorbentien im Jahr 1975 war er als Oberassistent am Institut tätig. Ab 1976 war er schließlich Professor für Physikalische Chemie an der Technischen Hochschule Karl-Marx-Stadt (später Technische Universität Chemnitz). Sein Forschungsschwerpunkt lag im Bereich der Chemie von Werkstoffen, die für die moderne Luft- und Raumfahrt von Bedeutung sind. Im Laufe seiner Karriere veröffentlichte er 181 wissenschaftliche Publikationen und meldete 58 Patente an.